# Macdunnoughia zayuensis
Macdunnoughia zayuensis là một loài bướm đêm trong họ Noctuidae.